# Uyun al-Hammam
Uyun al-Hammam est un site préhistorique de Jordanie datant de 16 500 ans. C’est le plus ancien cimetière du Moyen-Orient connu  à ce jour.
Des chercheurs canadiens de l’Université de Toronto et britanniques de l’Université de Cambridge y ont découvert les restes de 11 hommes et notamment d’un homme et d’un renard enterrés ensemble, ce qui suggère que des renards étaient utilisés comme animaux de compagnie.